# Kruisoprichting (Rubens)
Kruisoprichting is een drieluik en altaarstuk dat in 1610 en mogelijk begin 1611 door Peter Paul Rubens werd geschilderd. De afmetingen van het drieluik zijn 460 × 340 cm voor het middenluik, en voor de beide vleugels 460 × 150 cm.
Het werk stamt uit de periode die ook wel Rubens' Antwerpse tijd (1608-1618) genoemd wordt. Het contract voor het schilderij stamt uit 1609, waarbij de koopman en mecenas Cornelis van der Geest een belangrijke rol vervulde. Men weet dat Rubens, die nog niet over zijn atelier aan de Wapper beschikte, de grote panelen in de kerk zelf beschilderde, onttrokken aan het oog van de gelovigen door een scheepszeil. Hij kreeg voor de opdracht in totaal 2600 gulden, die hem in schijven werden uitbetaald in de jaren 1610 tot 1613.
Het werk werd oorspronkelijk vervaardigd voor de Sint-Walburgiskerk in Antwerpen. Het werk wordt tot de meesterwerken van Rubens gerekend, en is sinds 1815 niet meer in de Sint-Walburgiskerk, maar in de Onze-Lieve-Vrouwe kathedraal in Antwerpen boven een altaar te bezichtigen. In dezelfde kerk bevinden zich nog andere werken van Rubens, waaronder het drieluik de Kruisafneming en het altaarstuk De hemelvaart van Maria.

## Voorstelling
De Kruisoprichting, bestemd voor het hoogaltaar van de kerk, werd naar Vlaamse traditie uitgewerkt in de vorm van een drieluik.

### Voorzijde
In geopende toestand toont het schilderij een breed opgezette compositie die doorloopt over de drie panelen. Op het middenpaneel wordt het diagonaal geplaatste kruis rechtgetrokken en -geduwd door gespierde beulsknechten en geharnaste soldaten. Op de luiken zien wij aan de linkerkant de treurende vrouwen met Maria en aan de rechterkant soldaten, de honderdman die de terechtstelling leidt en de twee moordenaars die samen met Christus zullen worden gekruisigd.

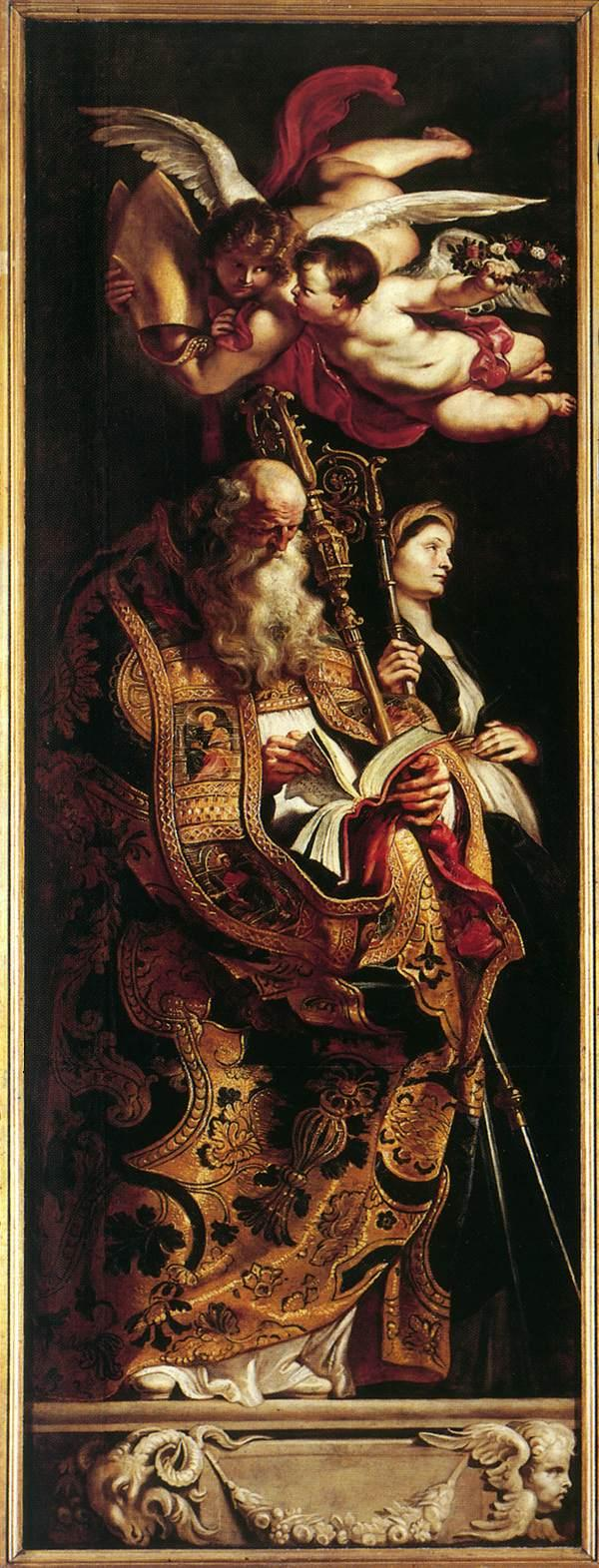
Buitenkant linkerluik: H. Amandus en H. Walburga

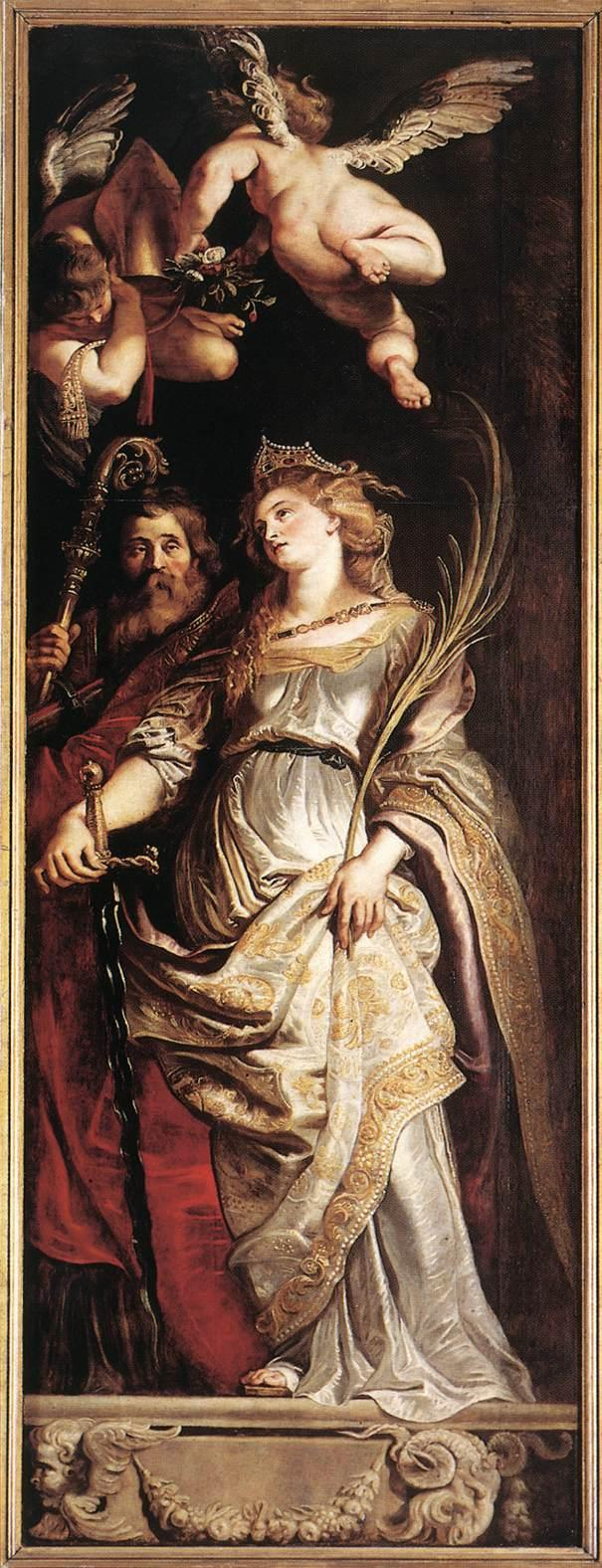
Buitenkant rechterluik: H. Catharina en H. Eligius

### Buitenluiken
Op de buitenluiken zijn vier heiligen afgebeeld die in verband staan met de geschiedenis van de Sint-Walburgiskerk.
- De buitenkant van het linkerluik stelt de Heilige Amandus en de Heilige Walburga voor. Beide heiligen speelden een rol in de geschiedenis van de Sint-Walburgiskerk. Amandus leest in een boek en is gehuld in een bijzonder rijke mantel, als teken van zijn bisschoppelijke waardigheid een kromstaf. Hij was de eerste bisschop die in Antwerpen predikte en bouwde in 660 de Borchtkerk, die na de verwoesting door de Noormannen werd vervangen door de Sint-Walburgiskerk. Half verscholen achter hem staat de Heilige Walburgis (of Walburga), de patroonheilige van de kerk. Afkomstig uit Engeland, zou ze volgens de legende enkele jaren als kluizenares in de krocht van de kerk hebben verbleven; ze werd uiteindelijk abdis van een klooster in Beieren.[2]
- Op de buitenkant van het rechterluik zijn de Heilige Catharina en de Heilige Eligius afgebeeld. Catharina van Alexandrië beschikt over haar gebruikelijke attributen: het zwaard (waarmee ze onthoofd werd) en de martelaarspalm. Eligius met bisschopsstaf, grotendeels verscholen achter haar, is herkenbaar aan zijn attributen: een hamer en een aambeeld. Beide heiligen zijn verbonden met de geschiedenis van de Borchtkerk, en zijn patronen van de kerk. In 645 preekte Eligius zes dagen lang in de Borchtkerk.[3]

## Verdere geschiedenis
In 1794 werd de triptiek door de Fransen uit de kerk weggehaald, en naar Parijs overgebracht; ze werd er tentoongesteld in de 'grande galerie' van het Louvre tot in 1815. Na de nederlaag van Napoleon keerde de triptiek naar Antwerpen terug. De Sint-Walburgiskerk was echter inmiddels afgebroken en het altaarstuk kreeg in 1816 een nieuwe bestemming in de kathedraal, waar het een waardige tegenhanger vormt van 'De kruisafneming'.
Er is er een afbeelding bekend van het drieluik op zijn oorspronkelijke locatie. Het altaarstuk is te zien op een schilderij van Anton Gheringh dat het interieur van de verdwenen Sint-Walburgiskerk toont in 1664 (bewaard in de Sint-Pauluskerk, Antwerpen). Het altaar stond op een zeer hoog gelegen koor waar een lange reeks trappen naartoe leidde. Uit dit interieurzicht leren we bovendien dat Rubens' altaarstuk complexer was opgebouwd dan wij het nu kennen. Onder de triptiek waren drie predellastukken aangebracht. Erboven stond nog een schilderij met een afbeelding van God de vader, geflankeerd door twee grote engelen uitgesneden in paneel. Tussen 1735 en 1737 werd deze altaarconstructie van 1610 gemoderniseerd en voorzien van een marmeren omlijsting van Willem Kerrickx, waarbij de bekroning en de predellastukken verwijderd werden; in 1737 werden deze verkocht in de beurs.
De transfiguratie (1604-05) · Portret van de kunstenaar en zijn vrouw in een prieel van kamperfoelie (1609) · Kruisoprichting (1610) · Kruisafneming (1611) · De verrijzenis van Christus (1611-12) · De vier filosofen (1611-1612) · Het verschijnen van de Heilige Geest aan de Heilige Teresa van Avila (1612-14) · De ontdekking van Romulus en Remus (circa 1613) · De Rockoxtriptiek (1613-15) · De onthoofding van de heilige Catharina van Alexandrië (circa 1615) · Kruisafneming (1616-17) · Oude vrouw en jongen met kaarsen (1616-1617) · Medusa (ca. 1617) · Het aardse paradijs met de zondeval van Adam en Eva (ca. 1617) · De verloren zoon (1618) · De heilige Maria Magdalena in extase (1619-20)· De drie gratiën (1620-23) · Diana en haar nimfen maken zich klaar voor de jacht (1623-24) · Bekering van de H. Bavo (1623-24) · Heilige Rochus door Christus aangesteld tot patroon van de pestlijders (1623-26) · Aanbidding der Koningen (1624) · Portret van Matthaeus Yrsselius (circa 1624) · Tenhemelopneming van Maria (1625-26) · Portret van Anna van Oostenrijk (1625-26) · Angelica en de kluizenaar (1626-28) · De ontvoering van Europa (1628-29) · Laatste Avondmaal (1631-32) · Franciscus van Assisi ontvangt de stigmata (1633) · De roof van de Sabijnse maagden (1634-36) · Dans van dorpelingen en mythische figuren (1635) · Herfstlandschap met uitzicht op het Steen (1636) · De hond van Hercules ontdekt het purper (ca. 1636) · Saturnus verslindt een zoon (ca. 1636-37) · Het pelsken (ca. 1636-38)